# خورخي تريزيغيه
خورخي تريزيغيه (بالإسبانية: Jorge Trezeguet)‏ هو لاعب كرة قدم أرجنتيني في مركز الدفاع، ولد في 13 مايو 1951 في مورون في الأرجنتين. لعب مع تشاكاريتا جيونيورز وديبورتيفو إسبانول ونادي ألماجرو ونادي روان.

## وصلات خارجية
- خورخي تريزيغيه على موقع قاعدة بيانات كرة القدم.إي يو (الإنجليزية)